# Abdelmalik El Barkani
Abdelmalik El Barkani Abdelkader, né le 15 août 1960 à Melilla, est un homme politique espagnol membre du Parti populaire (PP).
Il est délégué du gouvernement à Melilla entre décembre 2011 et juin 2018.

## Biographie
Abdelmalik El Barkani Abdelkader nait le 18 août 1960 dans la ville autonome espagnole de Melilla. Il obtient la nationalité espagnole en 1990.
Il est marié et père de deux enfants.

### Formation et vie professionnelle
Étudiant de l'université de Grenade, il est titulaire d'une licence en médecine et chirurgie qu'il obtient en 1983, à l'âge de vingt-trois ans. En 1990, il devient docteur en médecine et chirurgie à l'université autonome de Madrid et se spécialise en neurochirurgie. Il fréquente de nouveau les bancs universitaires à l'université complutense de Madrid où il décroche en 2000 un master en gestion, évaluation et contrôle des projets, programmes et services sociaux-sanitaires. Depuis mai 2011, il est académicien de l'Académie royale de médecine et chirurgie d'Andalousie orientale et depuis mai 2013, académicien d'honneur de l'Académie espagnole des études historiques de stomatologie et odontologie.
Il travaille à l'hôpital régional de Melilla puis depuis 1997 en tant que professeur associé à la faculté d'Infirmerie de l'université de Grenade. De juin 1992 à juillet 2003, il exerce de trésorier, vice-président et délégué à la Formation à l'illustre collège officiel des médecins de Melilla. Il est en disponibilité depuis qu'il exerce une fonction publique.

### Élu local de Melilla
Il est élu député à l'Assemblée de Melilla lors des élections municipales espagnoles de 2003. Après la réélection de Juan José Imbroda au poste de maire, il est nommé conseiller de la Présidence et au Gouvernement et porte-parole du groupe populaire à l'Assemblée de juillet 2003 à mai 2007 ; charge qu'il cumule avec celle de président de l'entreprise publique du Logement et du Sol de Melilla (EMVISMESA) de février 2005 à juin 2007.
Il est reconduit dans ses fonctions de conseiller de la Présidence et à la Participation citoyenne après les élections municipales de 2007. De 2008 à 2011, il préside l'Institut des Cultures de Melilla.

### Délégué du gouvernement
Le 30 décembre 2011, il est nommé délégué du gouvernement à Melilla par le président du gouvernement Mariano Rajoy. Il est chargé de représenter le gouvernement espagnol à Melilla, diriger l'administration de l'État et coordonner l'administration de la ville autonome. Il remplace Antonio María Claret García et devient alors le premier musulman à exercer une telle fonction.